# Baeotis orthotaenia
Baeotis orthotaenia är en fjärilsart som beskrevs av Adalbert Seitz 1917. Baeotis orthotaenia ingår i släktet Baeotis och familjen Riodinidae. Inga underarter finns listade i Catalogue of Life.